# Portugees Senior Open
Het Portugees Senior Open was een internationaal golftoernooi van de Europese Senior Tour. Het Open stond in oktober op de kalender.
De eerste editie vond plaats in 2005, de laatste in 2006.
In 2005 deelden de Amerikaan Jerry Bruner en de Schot Sam Torrance de leiding na de derde ronde. De laatste ronde speelden zij dus samen in de laatste partij. Jerry Bruner maakte op de laatste hole een 10 meter putt, en Torrance miste zijn kortere putt om een play-off te forceren. Desondanks won Sam Torrance voor het eerst de Order of Merit van de Senior Tour.
In 2006 won Carl Mason. Met moeite behaalde hij twee overwinningen op de Europese Tour, beide in 1994, maar sinds hij op de Senior Tour speelt, lukt dit beter. Zijn belangrijkste tegenstander was Sam Torrance, want het ging ook om de eerste plaats van de Order of Merit. Torrance werd tweede in Portugal, hetgeen genoeg was om voor de tweede keer de Order of Merit te winnen.
| Jaar                             | Baan                             | Winnaar                          | Score                            |
| Algarve Seniors Open of Portugal | Algarve Seniors Open of Portugal | Algarve Seniors Open of Portugal | Algarve Seniors Open of Portugal |
| -------------------------------- | -------------------------------- | -------------------------------- | -------------------------------- |
| 2005                             | Quinta de Cima Golf              | Jerry Bruner                     | -11                              |
| Estoril Seniors Open of Portugal |                                  |                                  |                                  |
| 2006                             | Quinta da Marinha                | Carl Mason                       | -9                               |